# Zaprawa cementowo-wapienna
Zaprawa cementowo-wapienna – rodzaj zaprawy murarskiej. Składnikami zaprawy są: cement, wapno, piasek i woda.  Zaprawa używana jako materiał wiążący cegieł i kamieni oraz do tynkowania.
Stosuje się następujące proporcje objętościowe:
- do robót murarskich  na 1 część cementu bierze się 2 części wapna i 10 części piasku,
- do robót tynkarskich na 1 część cementu bierze się 1 część wapna i 6-7 części piasku.

W przypadku, gdy użyte zostanie wapno gaszone w postaci proszku składniki miesza się na sucho, a następnie dodaje wodę do uzyskania odpowiedniej konsystencji. Jeżeli wapno jest w postaci ciasta wapiennego to cement i piasek miesza się na sucho, a następnie stopniowo dodaje do ciasta wapiennego rozrobionego z dodatkiem wody i miesza aż do uzyskania jednolitej konsystencji.
Zaprawa cementowo-wapienna ma większą wytrzymałość i twardnieje szybciej niż zaprawa wapienna. Twardnieje również przy ograniczonym  dostępie powietrza i dlatego może być używana również do murowania gruntowego.